# Guillermo de Évreux
Guillermo de Évreux (m. 1118) fue un noble normando, conde de Évreux de 1067 a 1118. Era hijo de Ricardo de Évreux, y de Godehilde. Antes de desposar a Ricardo, Godehilde estaba casada a Roger I de Tosny, señor de Conches, y había dado a luz varios hijos, entre ellos Raúl II de Tosny.

## Biografía
Participó en la conquista normanda de Inglaterra con las ochenta naves que le proporciona su padre y combatió en la batalla de Hastings. En recompensa, Guillermo el Conquistador le dio propiedades en Hampshire, en Berkshire y Oxfordshire pero, bien ponderado, el conjunto de los bienes recibidos era modesto. Como Roger I de Beaumont, otro gran barón del duque, Guillermo de Évreux, fue recompensado poco en Inglaterra a pesar de su participación a la conquista. Esto no es la consecuencia de haber caído en desgracia, ya que se ve luego Guillermo mandar el ejército ducal en las campañas militares en Francia. El caso de Guillermo de Évreux permite al historiador David Bates desmontar la tesis de una aristocracia resultante totalmente anglo-normanda tras la conquista de Inglaterra. Para algunas familias, el ducado de Normandía seguiría siendo el principal teatro de su expansión y de sus luchas políticas.
En 1067, Guillermo sucede a su padre y durante los siguientes años se convierte en un leal compañero del Conquistador. En 1081, con la ayuda de Roger II de Montgommery, negocia un tratado de paz entre su señor y Fulco el Réchin, conde de Anjou. De 1084 a 1086, lucha contra Hubert de Santa-Suzanne, vizconde del Maine y amotinado contra el duque, pero es capturado en enero de 1085 durante el asedio de Santa-Suzanne. No obstante, tras su liberación, aprovecha la muerte del duque en 1087 para capturar la guarnición ducal acantonada en Évreux.
Este mismo año muere su cuñado Simón I de Montfort, y su hija, Bertrada de Montfort, es confiada a la guardia de su tío Guillermo. Esta tutela, así como una nueva revuelta en el Maine, darían al conde una situación ventajosa. Efectivamente, el nuevo duque, Roberto Curthose, buscó el apoyo del conde de Anjou para sofocar la revuelta. El conde aceptó, pero a cambio de la mano de Bertrada, a cambio de la cual Guillermo recibirá en compensación la herencia de su tío Raúl de Gacé, formada por las tierras de Gacé y de Varenguebec, que Guillermo el Conquistador había unido a la propiedad ducal a la muerte de Raúl. En 1090, el matrimonio queda concluido y la rebelión sofocada.
Poco después, somete una revuelta fomentada en Ruan por los partidarios de Guillermo Rufo, rey de Inglaterra, que buscaba quitar Normandía a su hermano Robert. Durando los dos años siguientes, es una guerra familiar lo que le mantiene ocupado. La rivalidad entre Helvide, la mujer de Guillermo, e Isabel de Montfort, hija de Simón I de Montfort y esposa de Raúl II de Tosny y medio-hermano de Guillermo, degenera y ambos hermanastros se enfrentarán. Raúl consigue la victoria en 1092, e impone a Guillermo el reconocimiento de Roger, su hijo menor, como heredero. Pero la muerte de Roger hacia 1094 hizo que este acuerdo no entrara en vigor.
En 1096, Roberto Curthose se une a la Primera Cruzada, confiando el ducado a su hermano Guillermo Rufo. En 1097, Guillermo de Évreux emprende una campaña contra el rey Felipe I de Francia en el Vexin.
En 1098, como consecuencia de una nueva campaña en el Maine, Guillermo Rufo le nombra gobernador de Le Mans. Guillermo Rufo muere en 1100 y Guillermo y Raúl II de Tosny, esta vez aliados, aprovechan los desórdenes para saquear las tierras de Beaumont-le-Roger, gobernadas por Roberto I de Meulan. Roberto Curthose regresa poco después de la cruzada y toma posesión de su ducado, mientras que Enrique Beauclerc se convierte en rey de Inglaterra.
Tras una entrevista entre Roberto Curthose y Enrique Beauclerc, la soberanía del condado de Évreux es cedida al rey de Inglaterra. Así es como Guillermo se encuentra del lado inglés durante la batalla de Tinchebray (1106), que vive la derrota de Curthose y la unión de Normandía y de Inglaterra. Pero la autoridad de Enrique Beauclerc, que hace continuación a la desidia de Curthose, no es la apropiada para el conde de Évreux, que acepta mal la injerencia real y la construcción de una Torre del homenaje real en Évreux, que destruyó tan pronto se finalizó. Guillermo y Helvide tuvieron que exiliarse en el condado de Anjou durante catorce meses en 1112-3. Durante este periodo, Fulco V el Joven, conde de Anjou, y Amaury III de Montfort se aliaron contra Enrique, y Guillermo probablemente aceptó también la coalición. Cuando la paz fue firmada entre normandos y angevinos, en febrero de 1113, Guillermo tomó nuevamente posesión de su condado.
Helvide murió en los cinco años siguientes y fue inhumada en Noyon. Guillermo falleció el 18 de abril de 1118 y fue enterrado a la abadía de Fontenelle.

## Herencia
Había desposado a Helvide o Helvise de Nevers, hija de conde Guillermo I de Nevers y de Auxerre y de Ermengarde, condesa de Tonerre. De este matrimonio nació algún hijo, probablemente muerto antes 1092. Este hijo es mencionado, sin ser nominado, en una carta en favor de la abadía de Saint-Taurin.